# Hanns Albin Rauter

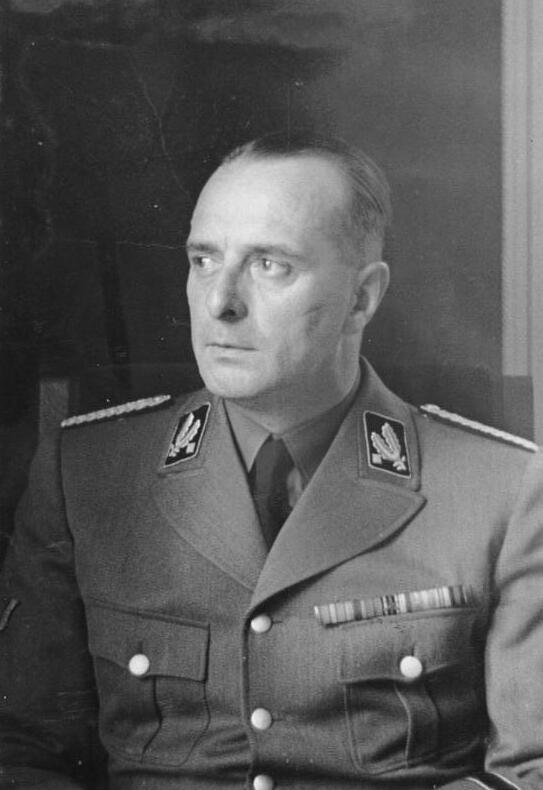
Hanns Rauter in der Uniform eines SS-Brigadeführers (1939)

Hanns Albin Rauter (eigentlich Johann Baptist Albin Rauter; * 4. Februar 1895 in Klagenfurt, Kärnten; † 25. März 1949 bei Scheveningen) war ein österreichstämmiger SS-Obergruppenführer (1943), General der Polizei (1943) und Waffen-SS (1944) sowie Höherer SS- und Polizeiführer (HSSPF) der besetzten Niederlande. Nach Ende des Zweiten Weltkrieges wurde er verhaftet und nach einem Gerichtsprozess in den Niederlanden 1949 als Kriegsverbrecher hingerichtet.

## Leben
Hanns Albin Rauter wurde 1895 als zweites von sieben Kindern des Forstrats Josef Rauter in Klagenfurt, Kärnten geboren. Er besuchte die Oberrealschule und legte 1912 die Matura ab. Anschließend nahm er an der Technischen Universität Graz ein Ingenieur-Studium auf. Seit 1913 war Rauter Mitglied des Corps Joannea.
Rauter meldete sich 1914 nach dem Beginn des Ersten Weltkriegs als Kriegsfreiwilliger und kam zur k.u.k. Armee. Er diente im Kärntner Gebirgsschützenregiment 1 und wurde nach Kriegsende als Oberleutnant entlassen. Ab 1919 nahm er am Kärntner Abwehrkampf teil, von Mai bis Juli 1921 kämpfte er im Freikorps Oberland in Oberschlesien. Im Jahr 1921 war er Gründungsmitglied der antisemitischen Gruppierung „Steirischer Heimatschutz“, deren Stabschef er im selben Jahr wurde.
1937 heiratete er eine 22 Jahre jüngere Frau, mit der er fünf Kinder hatte.

### Karriere in NSDAP, SA und SS
Rauter traf 1927 erstmals mit Adolf Hitler zusammen und agitierte in Österreich im Sinne des NS-Regimes. Mit Theo Habicht plante er die Gründung einer Kampfgemeinschaft aus NSDAP und Steirischem Heimatschutz in Österreich. Seine Beteiligung am Pfrimer-Putsch und sein weiteres Auftreten bedingten 1933 die Flucht ins Deutsche Reich, wo Hitler und sein Regime an die Macht gekommen war. Rauter war zunächst in der NSDAP-Landesleitung für Österreich tätig und übernahm bis zum 17. Oktober 1934 die Führung des „Kampfrings der Österreicher im Reiche“. Er wurde von Hermann Reschny im Rang eines Standartenführers in die SA übernommen.
Von Herbst 1934 bis März 1938 war Rauter als Sachbearbeiter für das Hilfswerk Österreich beim NSDAP-Flüchtlingshilfswerk tätig. Zum 20. Februar 1935 wechselte er von der SA zur SS (SS-Nummer 262.958), in die er im Rang eines SS-Oberführers übernommen wurde. Bis 1940 war er Stabsführer des SS-Oberabschnittes Südost in Breslau.
Ab 1938 war Rauter als Nachrücker für Alfred Krauß Mitglied des Reichstages. Eine Mitgliedschaft in der NSDAP ist (Stand 1986) nicht nachgewiesen.

### Generalkommissar in den Niederlanden

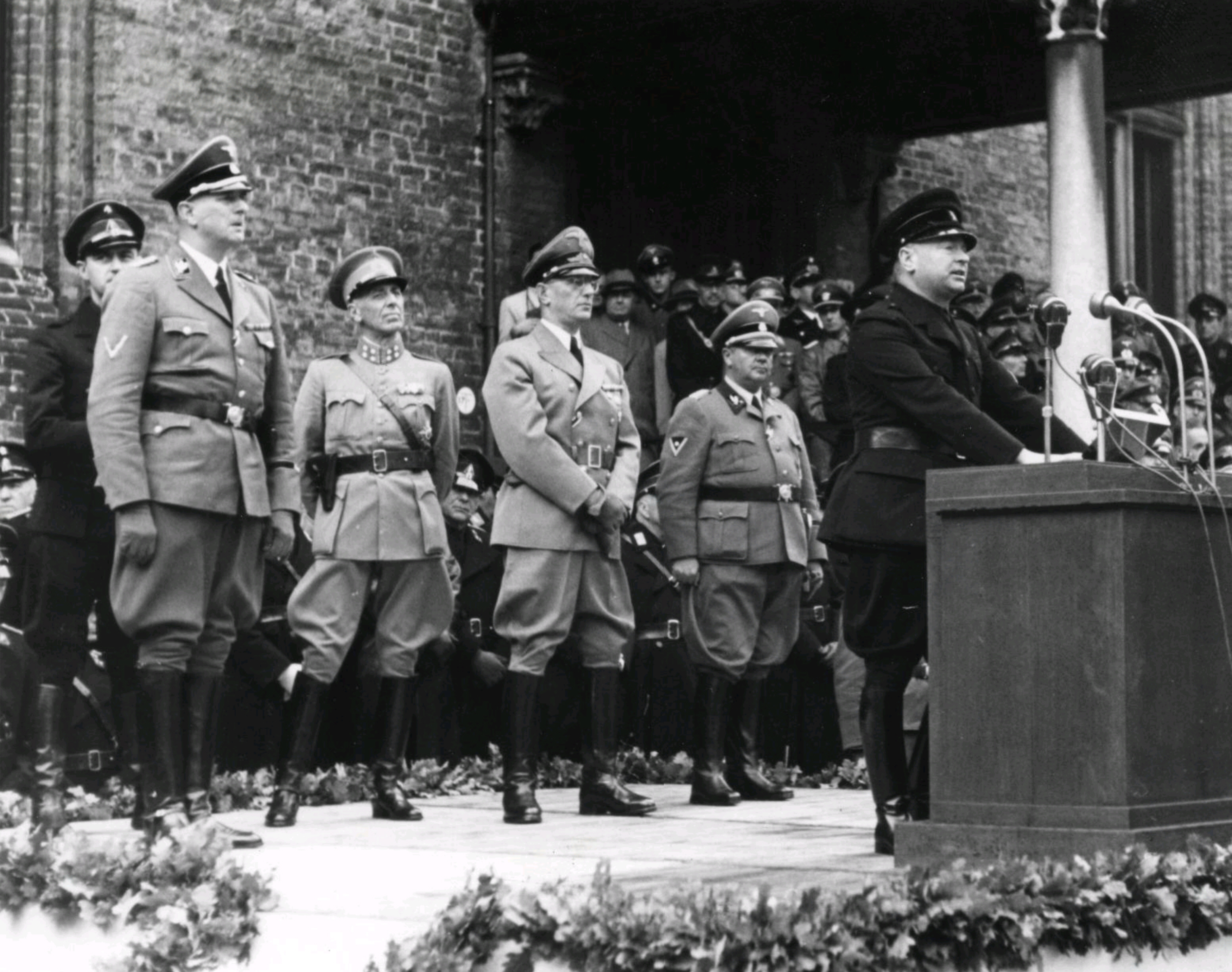
Hanns Rauter (links) mit Seyß-Inquart und niederländischen Kollaborateuren, 11. Oktober 1941

Nach der Besetzung der Niederlande wurde Rauter am 23. Mai 1940 „Generalkommissar für das Sicherheitswesen“ und Höherer SS- und Polizeiführer „Nordwest“ beim Reichskommissar für die Niederlande Seyß-Inquart. Zum 20. April 1941 wurde er zum SS-Gruppenführer und Generalleutnant der Polizei, zum 21. Juni 1943 zum SS-Obergruppenführer und General der Polizei befördert.
In seiner Position als Polizeikommandeur und ranghöchster SS-Führer in den Niederlanden verantwortete Rauter die Deportationen von Juden in die Vernichtungslager, die Bekämpfung des niederländischen Widerstands und die harten Besatzungsbedingungen. So wurden etwa 300.000 Niederländer zur Zwangsarbeit ins Reich verschleppt und ihre Besitztümer beschlagnahmt. Der vom niederländischen Widerstand organisierte Generalstreik im Februar 1941 wurde von Rauter blutig niedergeschlagen. Von Februar bis Mai 1943 fanden mehrere Polizeirazzien gegen Studenten statt; mehrere tausend von ihnen wurden deportiert. Zu den von Rauter verantworteten Repressalien gehörte auch die Verhängung von Sippenhaft gegen niederländische Beamte.
Am 5. September 1943 entschieden er und die Kommissare Wimmer und Ritterbusch, als Vergeltungsmaßnahmen für Überfälle des holländischen Widerstandes Niederländer, die bekanntermaßen antideutsch eingestellt waren, in Geiselhaft zu nehmen, oder die vermeintlichen Urheber der Attentate ohne polizeiliche Untersuchung oder Gerichtsverfahren heimtückisch zu erschießen. Am 1. November 1943 erteilte Rauter den Geheimauftrag, für jeden Angriff auf niederländische Kollaborateure oder deutschfreundliche Niederländer drei- bis sechsmal so viele „uns bekannte prominente Gegner“ zur „Rechenschaft“ zu ziehen. Die „Gegenterrorangriffe“, versprach er, würden polizeilich nicht verfolgt werden. Verübt wurden die Morde von Angehörigen der niederländischen Waffen-SS; ab April 1944 wurde dazu ein eigenes SS-Sonderkommando unter Henk Feldmeijer gebildet. Während der Aktion Silbertanne wurden ca. 260 Niederländer inhaftiert und mindestens 45 Menschen während der Jahre 1943/44 ermordet. Die Opfer wurden dabei willkürlich ausgewählt, um Angst und Schrecken zu verbreiten.
In Zusammenarbeit mit Anton Musserts Nationaal-Socialistische Beweging (NSB) stellte Rauter mehrere Freiwilligenverbände auf, unter anderem die Landwacht Niederlande. Anfang Juni 1944 wurde er zum General der Waffen-SS ernannt.

### Attentat

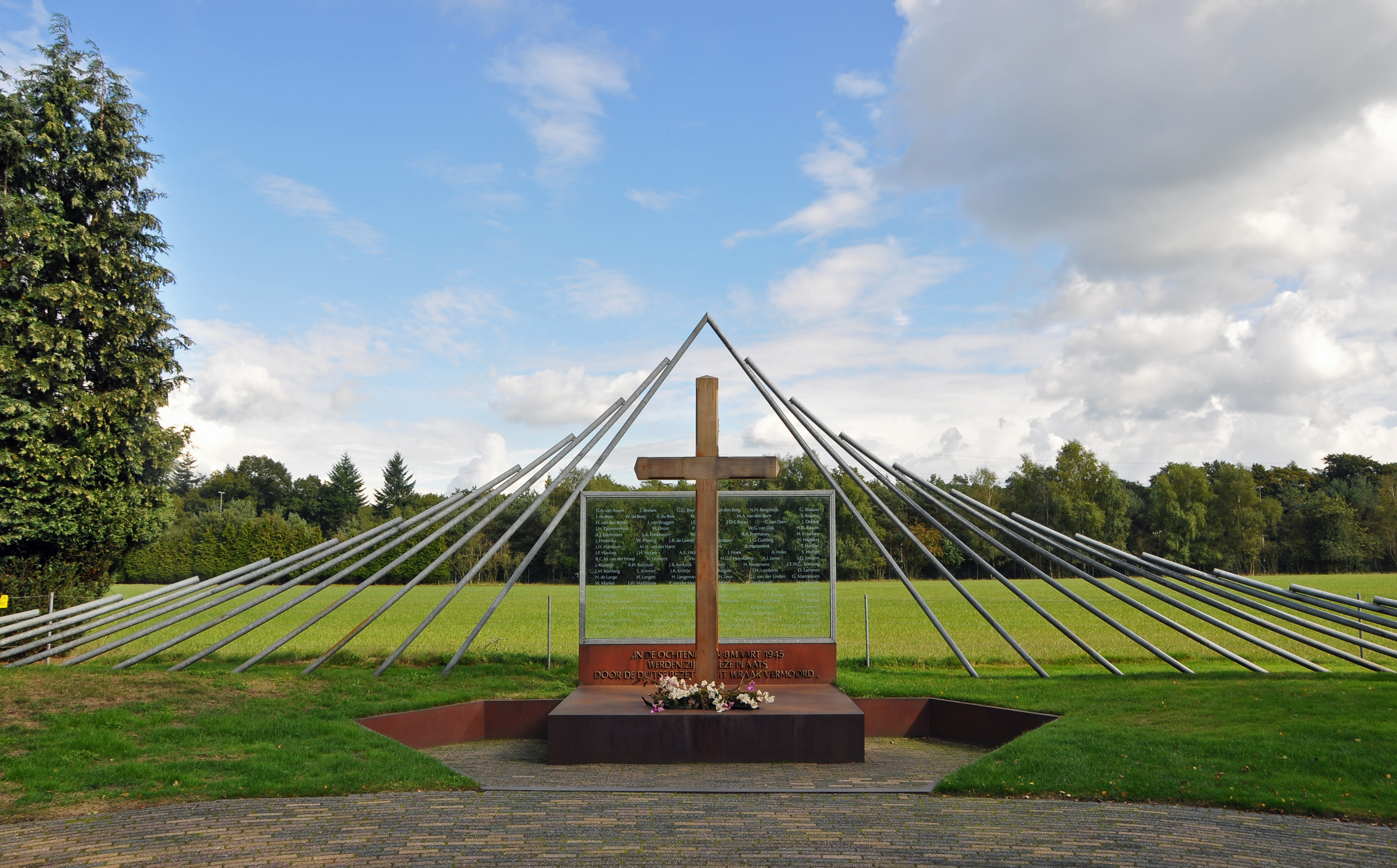
Mahnmal für die Erschossenen von Woeste Hoeve

Im Winter 1944/45 kam es in den Niederlanden infolge der unzureichenden Lebensmittelversorgung zu einer Hungersnot („Hongerwinter“). Am späten Abend des 6. März 1945 hielten sechs Angehörige des niederländischen Widerstands im Dunkeln einen Wagen auf einer Straße zwischen Arnhem und Apeldoorn an, im Glauben, es handele sich um einen Lastwagen, den sie benutzen wollten, um drei Tonnen Schweinefleisch aus dem Schlachthof in Epe zu stehlen und abzutransportieren. Tatsächlich war es jedoch Rauters Dienstwagen, dessen schwerer Motor wie ein Lastwagen geklungen hatte. In dem Wagen saßen neben Rauter sein Chauffeur und sein Adjutant.
Es kam zu einem Feuergefecht, bei dem über 200 Schüsse fielen und der Chauffeur und der Adjutant tödlich getroffen wurden. Rauter wurde durch mehrere Schüsse schwer verwundet. Die Täter flüchteten, und fünf Stunden später wurde Rauter, der sich tot gestellt hatte, gefunden und ins Krankenhaus gebracht. Er überlebte das Attentat. Gleich am nächsten Tag kündigte der Befehlshaber der Sicherheitspolizei und des SD (BdS) in den besetzten Niederlanden, Karl Eberhard Schöngarth, bei dem jetzt die Verantwortung lag, „Vergeltungsmaßnahmen“ an. Am 8. März 1945 wurden 263 Gefangene, die man willkürlich aus Gefängnissen und Konzentrationslagern ausgewählt hatte, erschossen: 117 bei Woeste Hoeve (dem Ort des Anschlags), 38 in Scheveningen (Gefängnis Oranjehotel), 53 in Amsterdam, 49 im Durchgangslager Amersfoort und 6 in Utrecht.

### Verurteilung

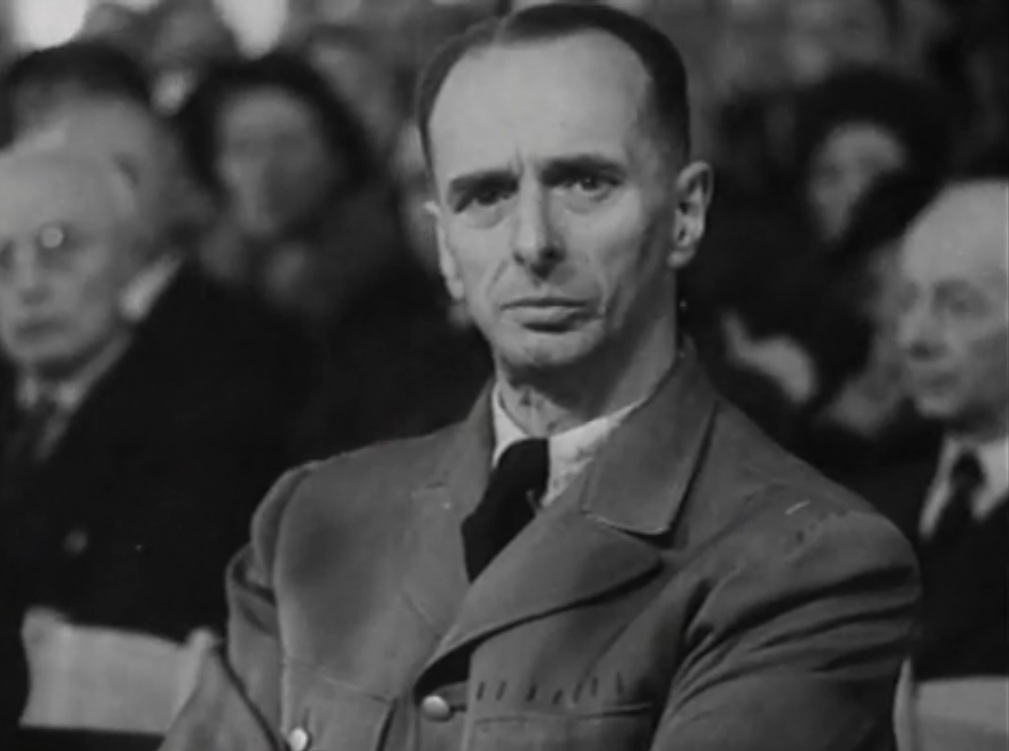
Hanns Rauter vor dem Sondergericht (1948)

Nach dem Ende des Zweiten Weltkriegs wurde Rauter an die Niederlande ausgeliefert. Ein Sondergericht in Den Haag verurteilte ihn am 4. Mai 1948 zum Tode. Seine Berufung wurde am 12. Januar 1949 von einem Kassationsgericht abgewiesen und am 25. März 1949 wurde Rauter von einem Erschießungskommando in den Dünen der Waalsdorpervlakte (Waalsdorfer Senke) bei Scheveningen hingerichtet. Die Lage seines Grabes ist niederländisches Staatsgeheimnis.
Ausschlaggebend für die gegen ihn verhängte Todesstrafe war vor allem die Deportation von etwa 110.000 niederländischen Juden, von denen nur rund 6.000 überlebten. Rauter leugnete sein Wissen um das Schicksal der Deportierten: „Wenn ich eine Ahnung gehabt hätte […], ich hätte hundertmal den Rock ausgezogen und mich totschießen lassen“. Da der Staatsanwalt aus ungeklärten Gründen die Anwesenheit Rauters bei den Posener Reden Himmlers nicht vorbrachte, wurde der Beweis um sein Wissen vor Gericht nicht geführt. Die Verurteilung erfolgte auch wegen seiner Rolle bei der Ermordung einer großen Zahl nichtjüdischer Niederländer. Die Fürsprache des damaligen Staatssekretärs Karel Johannes Frederiks für einige von Deportation bedrohte Juden hatte Rauter seinerzeit mit der Begründung abgewiesen, dass die „Judenfrage rein deutsche Angelegenheit“ sei. Gleichzeitig stellte das Sondergericht fest, dass die von Rauter zu verantwortenden Vergeltungsmaßnahmen nicht gerechtfertigt waren, weil mit dem unprovozierten Angriff Deutschlands die Besetzung der Niederlande nicht rechtmäßig gewesen sei, weshalb die niederländische Bevölkerung die Pflicht zum Widerstand gehabt habe. Auch das Kassationsgericht schloss sich der Auffassung des Sondergerichts an und urteilte, dass die deutsche Besatzungsmacht wegen ihrer Verstöße gegen die Bestimmungen der Haager Landkriegsordnung kein Recht auf Vergeltung hatte.
Während seiner Haftzeit führte Rauter mit zwei niederländischen Historikern Gespräche über seine Dienstzeit in den besetzten Niederlanden. Er berief sich auf Befehlsnotstand und belastete keine ehemaligen Untergebenen oder andere Personen. Er behauptete, vom Holocaust nichts gewusst zu haben.

## Auszeichnungen
| Rauters SS- und Polizeiränge | Rauters SS- und Polizeiränge                     |
| Datum                        | Rang                                             |
| ---------------------------- | ------------------------------------------------ |
| Februar 1935                 | SS-Oberführer                                    |
| Dezember 1939                | SS-Brigadeführer                                 |
| April 1941                   | SS-Gruppenführer und Generalleutnant der Polizei |
| Juni 1943                    | SS-Obergruppenführer und General der Polizei     |
| Juni 1944                    | SS-Obergruppenführer und General der Waffen-SS   |

- Eisernes Kreuz (1914) II. und I. Klasse
- Österreichische Silberne Tapferkeitsmedaille I. Klasse
- Verwundetenabzeichen (1918) in Schwarz
- Medaille zur Erinnerung an den 13. März 1938
- Ehrendegen des Reichsführers SS
- Totenkopfring der SS
- Kriegsverdienstkreuz (1939) II. und I. Klasse mit Schwertern